# 小浜駅
小浜駅（おばまえき）は、福井県小浜市駅前町にある、西日本旅客鉄道（JR西日本）小浜線の駅である。
小浜市の代表駅であり、同市の中心部に位置する。

## 歴史
- 1918年（大正7年）11月10日：小浜線が十村駅から延伸した際の終着として開業[1][2]。旅客および貨物の取扱を開始[5]。
- 1921年（大正10年）4月3日：小浜線が若狭高浜駅まで延伸[1]、途中駅となる。
- 1982年（昭和57年）11月15日：貨物の取扱を廃止、旅客駅へ移行[5]。
- 1947年（昭和22年）10月24日：小浜町に昭和天皇の戦後巡幸。駅で奉迎が行われた[6]。小浜駅発、武生駅着のお召し列車が運行[7]。
- 1985年（昭和60年）3月14日：荷物扱い廃止[8]。
- 1987年（昭和62年）4月1日：国鉄分割民営化により、西日本旅客鉄道の駅となる[8]。
- 2019年（平成31年）3月：レストランが撤退[9]。
- 2022年（令和4年）
  - 3月11日：みどりの窓口の営業を終了[4][10]。
  - 3月12日：みどりの券売機プラスを導入[4][10]。
- 2024年（令和6年）
  - 3月2日：待合室リニューアル[9]。

## 駅構造
単式ホーム1面1線と島式ホーム1面2線、計2面3線のホームを有する地上駅になっている。単式ホームの1番のりば側に駅舎があり、島式ホームの2・3番のりばへは跨線橋で連絡している。3番のりばの奥には留置線が1本伸びている。1991年（平成3年）に駅舎を改築した。ただしバリアフリー設備はない。
金沢支社管理の直営駅で、みどりの券売機プラスが設置されている。
2024年（令和6年）3月2日に待合室がリニューアルされ、旧待合室と旧レストランのスペースを利用した計193平方メートルとなり、座席数も24席から64席となる（同スペースは小浜市管理となる）。

### のりば
| のりば | 路線    | 方向 | 行先       | 備考          |
| ------ | ------- | ---- | ---------- | ------------- |
| 1      | ■小浜線 | 下り | 敦賀方面   | 一部3番のりば |
| 1      | ■小浜線 | 上り | 東舞鶴方面 |               |
| 2・3   | ■小浜線 | 上り | 東舞鶴方面 | 一部列車      |

付記事項（列車運行に関して）
- 1・3番のりばは上下両方向からの入線・出発に対応する。なお、2番のりばは上り方向からしか入線することができないが、出発信号機を設けているため、方向を問わずに発車することができる[14]。
- 行き違いがない場合は、上下線とも1番のりばに停車する。なお、行き違いがある場合は下り列車が1番のりば、上り列車が2番または3番のりばに停車する。
- 当駅では夜間滞泊が3本設定されており、早朝と夜には当駅始発・終着の列車がある。
- かつて運行された「わかさ」などの急行列車は当駅に停車していた。なお、急行「わかさ」の廃止後は当駅まで特急「まいづる」を延長運転したことがあった[15][16][17]。

付記事項（その他）
- 当駅の敦賀方には、保線車両を留置するためのスペースがある。また、3番のりばの隣に留置線がある[11]。
- 当駅の東舞鶴方（駅舎端）には、蔦で覆われた給水塔が残っている[11][18]。
- かつては駅舎西側に小浜市（運営を指定管理者の若狭おばま観光協会へ移管）の観光情報センターがあったが、2019年に駅北西側の通称「はませんビル」跡地へ移転した[19]。

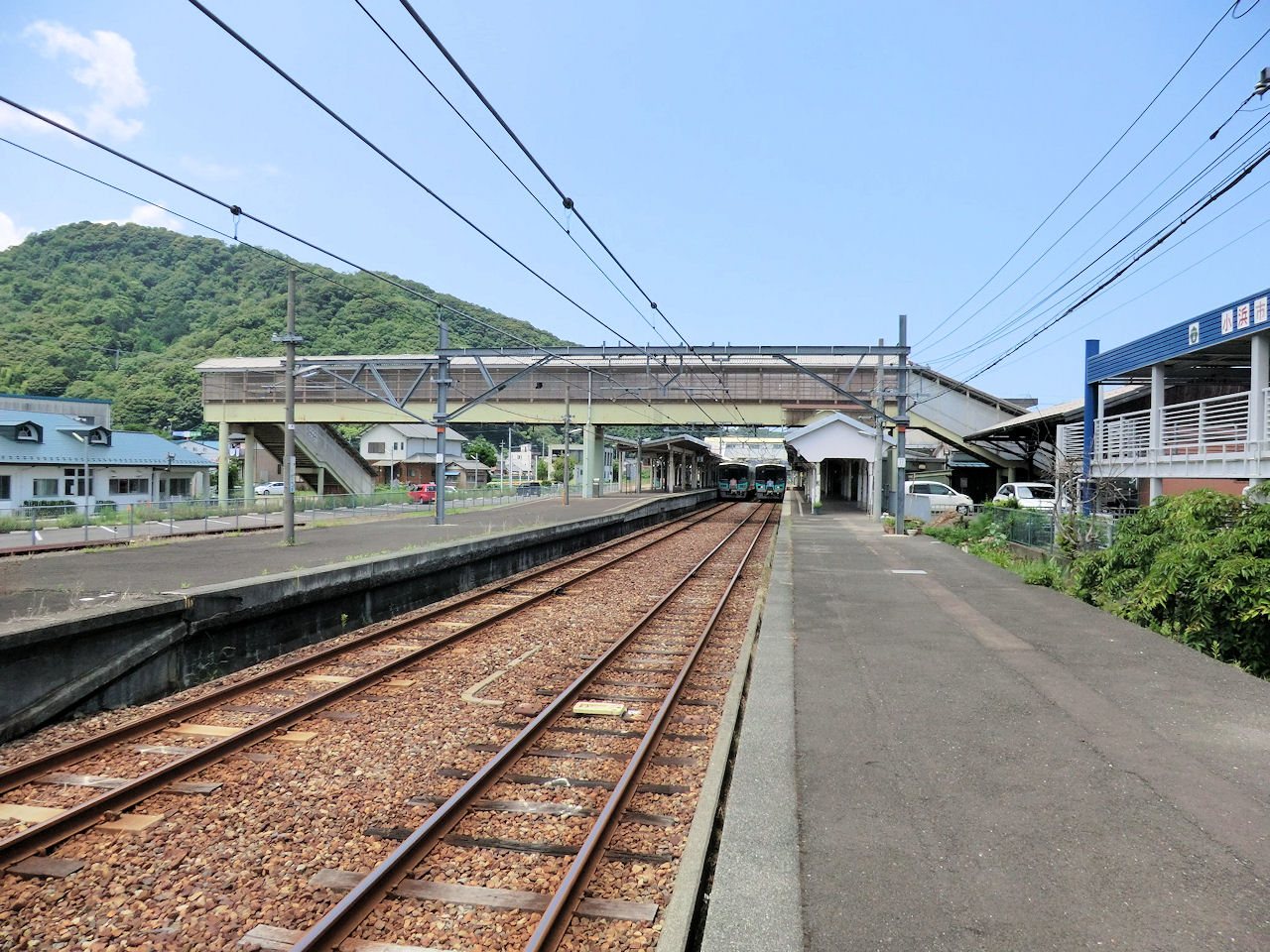
ホーム（2013年6月）
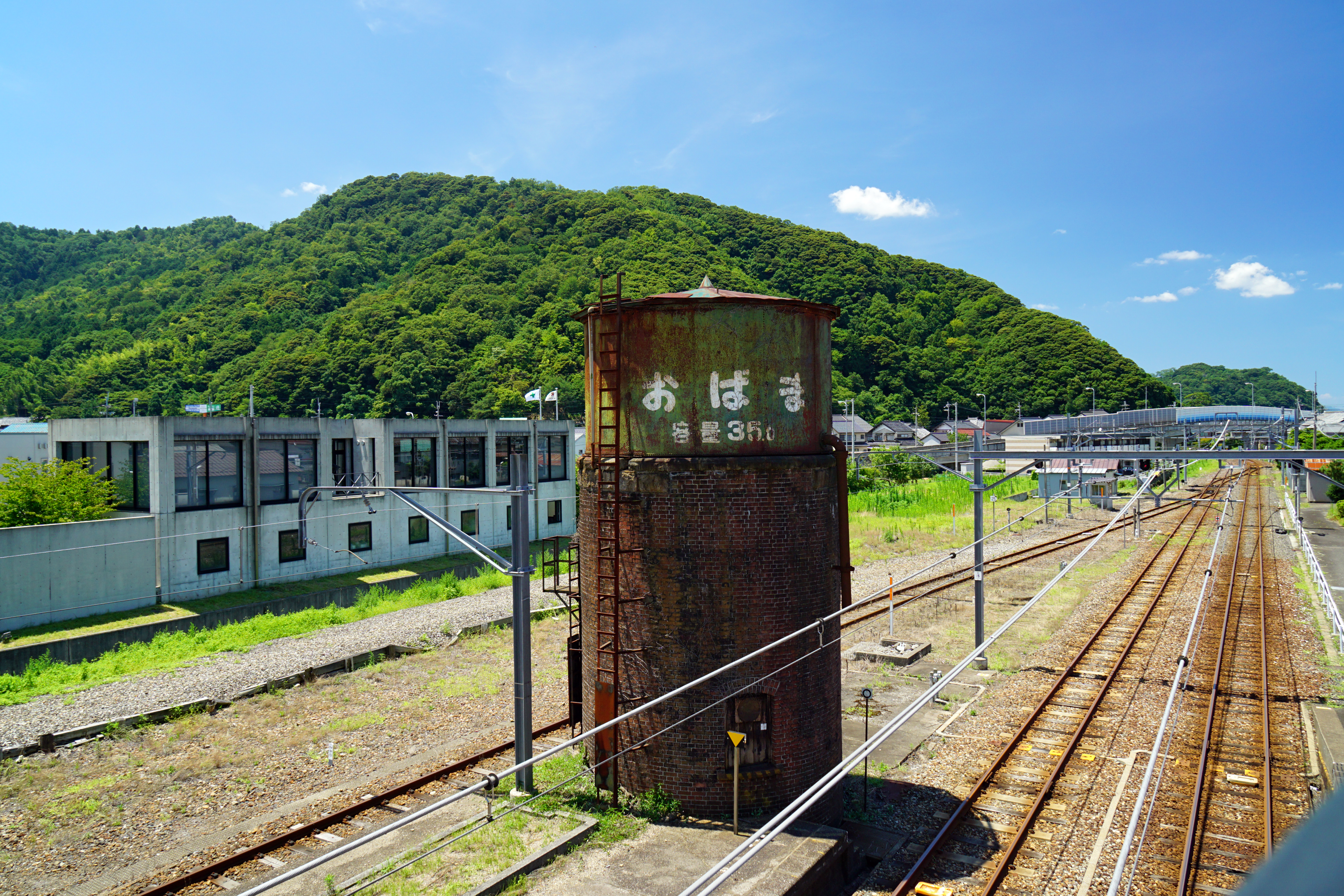
SL用給水塔（2015年7月）

## 利用状況
JR西日本の移動等円滑化取組報告書によると、2023年（令和5年）度の1日平均乗降人員は1,528人である。
「福井県統計年鑑」によれば、近年の1日平均乗車人員は以下の通り。
| 年度               | 定期外 | 定期  | 総数  |
| ------------------ | ------ | ----- | ----- |
| 1918年（大正07年） |        |       | 912   |
| 1919年（大正08年） |        |       | 417   |
| 1920年（大正09年） |        |       | 436   |
| 1921年（大正10年） |        |       | 657   |
| 1922年（大正11年） |        |       | 739   |
| 1923年（大正12年） |        |       | 851   |
| 1924年（大正13年） |        |       | 862   |
| 1925年（大正14年） |        |       | 944   |
| 1926年（昭和元年） |        |       | 999   |
| 1927年（昭和02年） |        |       | 1,036 |
| 1928年（昭和03年） |        |       | 1,033 |
| 1929年（昭和04年） |        |       | 1,051 |
| 1930年（昭和05年） |        |       | 1,017 |
| 1931年（昭和06年） |        |       | 905   |
| 1932年（昭和07年） |        |       | 879   |
| 1933年（昭和08年） |        |       | 864   |
| 1934年（昭和09年） |        |       | 856   |
| 1935年（昭和10年） |        |       | 893   |
| 1936年（昭和11年） |        |       | 923   |
| 1937年（昭和12年） |        |       | 963   |
| 1938年（昭和13年） |        |       |       |
| 1939年（昭和14年） |        |       |       |
| 1940年（昭和15年） |        |       |       |
| 1941年（昭和16年） |        |       |       |
| 1942年（昭和17年） |        |       |       |
| 1943年（昭和18年） |        |       |       |
| 1944年（昭和19年） |        |       |       |
| 1945年（昭和20年） |        |       |       |
| 1946年（昭和21年） |        |       |       |
| 1947年（昭和22年） |        |       |       |
| 1948年（昭和23年） |        |       | 3,825 |
| 1949年（昭和24年） |        |       |       |
| 1950年（昭和25年） |        |       |       |
| 1951年（昭和26年） |        |       |       |
| 1952年（昭和27年） |        |       | 2,783 |
| 1953年（昭和28年） |        |       | 3,357 |
| 1954年（昭和29年） |        |       | 2,684 |
| 1955年（昭和30年） |        |       | 4,025 |
| 1956年（昭和31年） |        |       | 4,062 |
| 1957年（昭和32年） |        |       | 4,114 |
| 1958年（昭和33年） |        |       | 4,082 |
| 1959年（昭和34年） |        |       | 3,821 |
| 1960年（昭和35年） |        |       | 4,112 |
| 1961年（昭和36年） |        |       | 4,374 |
| 1962年（昭和37年） |        |       | 4,706 |
| 1963年（昭和38年） |        |       | 4,726 |
| 1964年（昭和39年） |        |       | 5,138 |
| 1965年（昭和40年） |        |       | 5,122 |
| 1966年（昭和41年） |        |       | 5,043 |
| 1967年（昭和42年） | 1,240  | 3,329 | 4,569 |
| 1968年（昭和43年） | 1,238  | 3,257 | 4,495 |
| 1969年（昭和44年） | 1,200  | 2,951 | 4,151 |
| 1970年（昭和45年） | 1,206  | 2,644 | 3,850 |
| 1971年（昭和46年） | 1,210  | 2,326 | 3,536 |
| 1972年（昭和47年） | 1,209  | 2,431 | 3,640 |
| 1973年（昭和48年） | 1,477  | 2,390 | 3,867 |
| 1974年（昭和49年） | 1,504  | 2,461 | 3,965 |
| 1975年（昭和50年） | 1,474  | 2,262 | 3,736 |
| 1976年（昭和51年） | 1,429  | 2,152 | 3,581 |
| 1977年（昭和52年） | 1,242  | 2,017 | 3,259 |
| 1978年（昭和53年） | 1,173  | 1,237 | 2,410 |
| 1979年（昭和54年） | 1,100  | 1,286 | 2,386 |
| 1980年（昭和55年） | 1,095  | 1,860 | 2,955 |
| 1981年（昭和56年） | 1,022  | 1,688 | 2,710 |
| 1982年（昭和57年） | 1,059  | 2,158 | 3,217 |
| 1983年（昭和58年） | 1,037  | 2,117 | 3,154 |
| 1984年（昭和59年） | 960    | 1,631 | 2,591 |
| 1985年（昭和60年） | 910    | 1,024 | 1,934 |
| 1986年（昭和61年） | 1,007  | 1,594 | 2,601 |
| 1987年（昭和62年） | 1,088  | 1,118 | 2,206 |
| 1988年（昭和63年） | 1,425  | 1,513 | 2,938 |
| 1989年（平成元年） | 1,510  | 1,530 | 3,040 |
| 1990年（平成02年） | 1,367  | 1,473 | 2,840 |
| 1991年（平成03年） | 1,428  | 1,442 | 2,870 |
| 1992年（平成04年） | 628    | 1,445 | 2,073 |
| 1993年（平成05年） | 606    | 1,423 | 2,029 |
| 1994年（平成06年） | 599    | 1,394 | 1,993 |
| 1995年（平成07年） | 572    | 1,355 | 1,927 |
| 1996年（平成08年） | 540    | 1,359 | 1,899 |
| 1997年（平成09年） | 514    | 1,253 | 1,767 |
| 1998年（平成10年） | 516    | 1,177 | 1,693 |
| 1999年（平成11年） | 467    | 1,103 | 1,570 |
| 2000年（平成12年） | 416    | 1,063 | 1,479 |
| 2001年（平成13年） | 398    | 1,086 | 1,484 |
| 2002年（平成14年） | 369    | 1,065 | 1,434 |
| 2003年（平成15年） | 394    | 1,018 | 1,412 |
| 2004年（平成16年） | 338    | 987   | 1,325 |
| 2005年（平成17年） | 314    | 965   | 1,279 |
| 2006年（平成18年） | 321    | 964   | 1,285 |
| 2007年（平成19年） | 305    | 962   | 1,267 |
| 2008年（平成20年） | 302    | 945   | 1,248 |
| 2009年（平成21年） | 278    | 905   | 1,182 |
| 2010年（平成22年） | 262    | 875   | 1,136 |
| 2011年（平成23年） | 243    | 854   | 1,098 |
| 2012年（平成24年） | 241    | 823   | 1,063 |
| 2013年（平成25年） | 229    | 831   | 1,060 |
| 2014年（平成26年） | 215    | 771   | 987   |
| 2015年（平成27年） | 220    | 785   | 1,006 |
| 2016年（平成28年） | 208    | 760   | 969   |
| 2017年（平成29年） | 198    | 722   | 921   |
| 2018年（平成30年） | 189    | 701   | 889   |
| 2019年（令和元年） | 182    | 652   | 834   |

小浜市の中心部に位置し、学生や通勤客の利用が多い。小浜線（他路線が所属する敦賀駅、東舞鶴駅を除く）では最も利用者数が多い駅である。

## 駅周辺

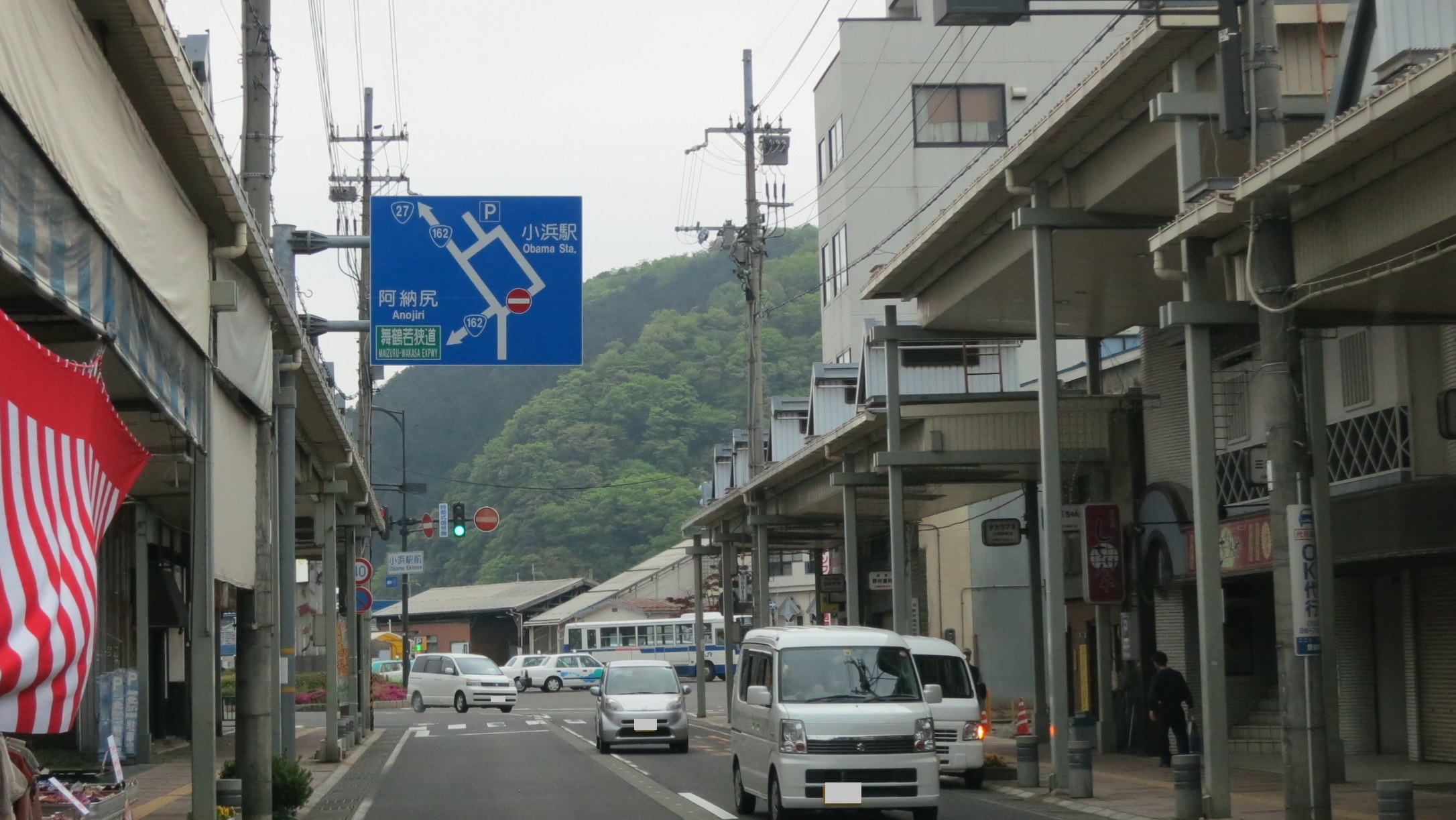
はまかぜ通り商店街から小浜駅を眺める（2014年5月）

小浜市の代表駅であり、関連施設が集積する。駅前には「はまかぜ通り商店街」がある。国道162号は駅北側、国道27号は駅南側を通る。駅の西側には後瀬山がそびえる。
- 小浜市役所
- 小浜市文化会館
- 小浜城址
- 後瀬山城址[22]
- 愛宕神社 - 後瀬山への登山口を兼ねる[22]。
- 小浜郵便局
- 福井県立若狭高等学校
- 福井銀行小浜支店
- 小浜信用金庫本店
- 杉田玄白記念公立小浜病院
- 若狭消防組合消防本部・若狭消防署
- 山川登美子記念館
- 小浜港
- 小浜市立小浜第二中学校
- 小浜市立小浜小学校
- マーメイドテラス - 八百比丘尼の伝説にちなんだテラス[23]。人魚の像がある[23]。
- 国道27号
- 国道162号
- 福井県道14号小浜停車場線
- 福井県道15号小浜港線
- 福井県道24号小浜上中線
- 福井県道107号泊小浜停車場線

## バス路線

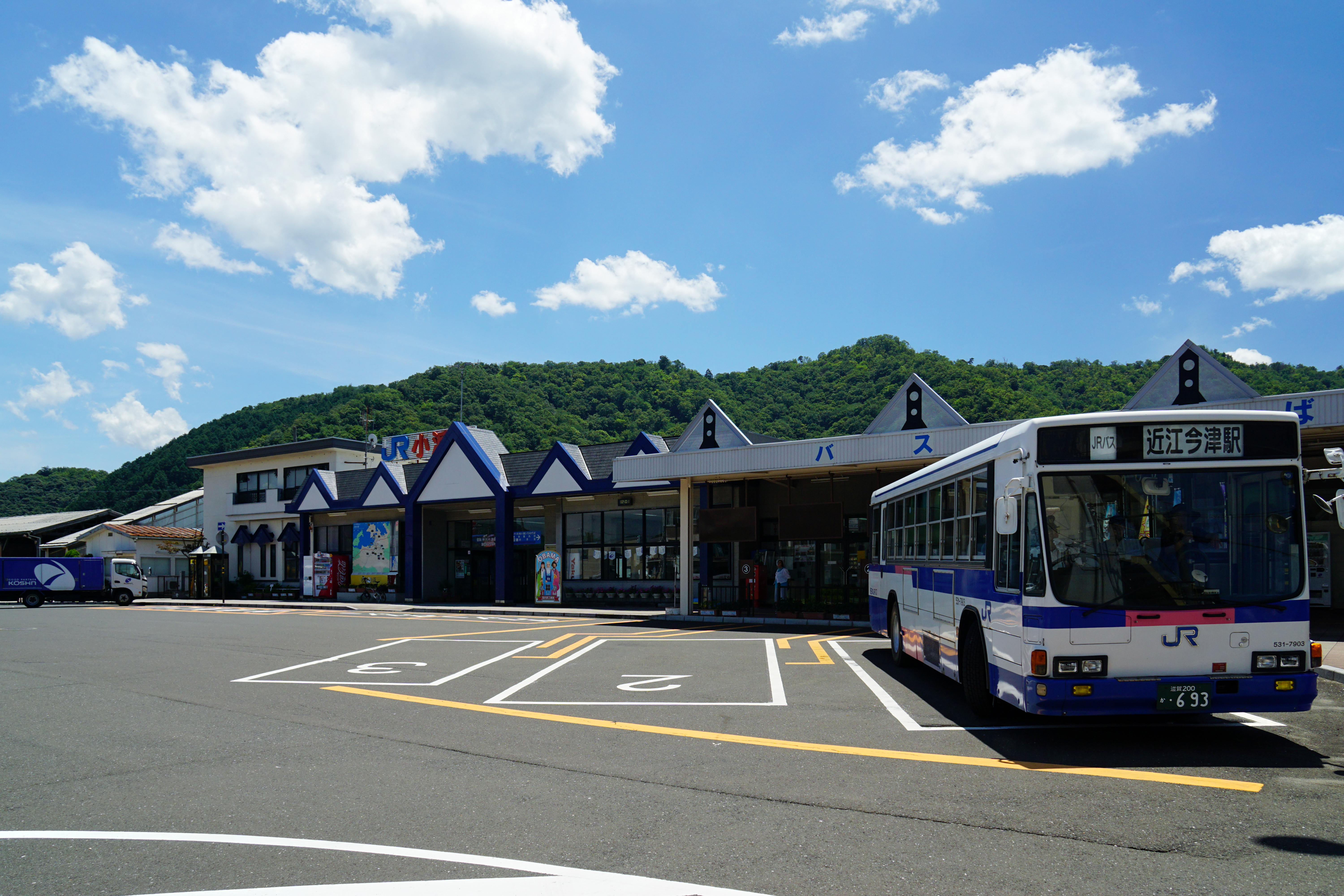
バスのりば（2015年7月）

駅前ロータリー内に「小浜駅」停留所があり、下記の各路線が発着する。なお、あいあいバスの路線は「生活路線」と「福祉路線」に分類される。
| 小浜駅 | 小浜駅                    | 小浜駅                                                                                  | 小浜駅 |
| 乗り場 | 運行事業者                | 系統または路線名・行先                                                                  | 備考 |
| ------ | ------------------------- | --------------------------------------------------------------------------------------- | --- |
| 1      | 西日本ジェイアールバス    | 若江線：近江今津駅                                                                      | おおむね1時間に1便運行 |
| -      | あいあいバス （生活路線） | 泊線：泊 田烏線：須ノ浦 池河内線：道の駅 / 池河内                                       | 日曜はデマンドタクシーで運行（※乗車1時間前までに予約） （池河内線：平日夕方1便は小浜二中止り）                                                        |
| -      | あいあいバス （生活路線） | 小屋・須縄線：小浜二中 / 小屋 小屋・谷田部線：道の駅 / 小屋 名田庄線：小浜二中 / 流星館 | 小屋・須縄線：平日のみ運行。小屋方面のうち1便は桂まで。 小屋・谷田部線：日曜運休。小屋方面のうち1便は桂まで（※平日のみ） 名田庄線：曜日を問わず運行。 |
| -      | あいあいバス （福祉路線） | 健康管理センター線：小浜駅 宮川線：加茂                                                 | 運行日（※祝日となる場合は運休）：月曜・水曜・金曜 |
| -      | あいあいバス （福祉路線） | 宇久・西小川線：宇久 鯉川・加斗線：ショッピングセンター前 / 鯉川ふれあい会館前          | 運行日（※祝日となる場合は運休）：月曜・水曜 |
| -      | あいあいバス （福祉路線） | 下根来・今泉線：長瀬                                                                    | 運行日（※祝日となる場合は運休）：火曜・木曜 |
| -      | あいあいバス （福祉路線） | 太良庄・国富線：太良庄公会堂前                                                          | 運行日（※祝日となる場合は運休）：火曜・金曜 |

## 隣の駅
西日本旅客鉄道（JR西日本）
■小浜線
東小浜駅 - 小浜駅 - 勢浜駅